# Équipe du Japon de football à la Coupe des confédérations 1995
L'équipe du Japon de football participe à sa 1re Coupe des confédérations lors de l'édition 1995 qui se tient en Arabie saoudite du 6 janvier 1995 au 13 janvier 1995. Elle se rend à la compétition en tant que vainqueur de la Coupe d'Asie 1992.

## Résultats

### Phase de groupe
|   | Équipe    | Pts | J | G | N | P | BP | BC | Diff |
| - | --------- | --- | - | - | - | - | -- | -- | ---- |
| 1 | Argentine | 4   | 2 | 1 | 1 | 0 | 5  | 1  | +4   |
| 2 | Nigeria   | 4   | 2 | 1 | 1 | 0 | 3  | 0  | +3   |
| 3 | Japon     | 0   | 2 | 0 | 0 | 2 | 1  | 8  | -7   |

| 6 janvier 1995 | Nigeria   | 3 | 0 | Japon |
| 8 janvier 1995 | Argentine | 5 | 1 | Japon |

| 6 janvier 1995            | Nigeria                                 | 3 - 0 | Japon | Stade International Roi Fahd, Riyad              |                                                  |
| Historique des rencontres | Amunike 4e · Adepoju 55e · Amokachi 65e |       |       | Spectateurs : 25 000 Arbitrage : Ion Crăciunescu | Spectateurs : 25 000 Arbitrage : Ion Crăciunescu |
| Historique des rencontres | (Rapport)                               |       |       | Spectateurs : 25 000 Arbitrage : Ion Crăciunescu | Spectateurs : 25 000 Arbitrage : Ion Crăciunescu |

| 8 janvier 1995                    | Argentine                                                  | 5 - 1 | Japon     | Stade International Roi Fahd, Riyad              |                                                  |
| 20:00 · Historique des rencontres | Rambert 31e · Ortega 45e · Batistuta 47e, 86e · Chamot 54e |       | Miura 57e | Spectateurs : 10 000 Arbitrage : Rodrigo Badilla | Spectateurs : 10 000 Arbitrage : Rodrigo Badilla |
| 20:00 · Historique des rencontres | (Rapport)                                                  |       |           | Spectateurs : 10 000 Arbitrage : Rodrigo Badilla | Spectateurs : 10 000 Arbitrage : Rodrigo Badilla |

## Effectif
Sélectionneur :  Shu Kamo
| No. | Pos.      | Joueur               | Date de naissance et âge | Sélec. | Club                |
| --- | --------- | -------------------- | ------------------------ | ------ | ------------------- |
| 1   | Gardien   | Shigetatsu Matsunaga | 12 août 1962             |        | Yokohama Marinos    |
| 2   | Défenseur | Yoshihiro Natsuka    | 7 octobre 1969           |        | Bellmare Hiratsuka  |
| 3   | Défenseur | Satoshi Tsunami      | 14 août 1961             |        | Verdy Kawasaki      |
| 4   | Défenseur | Masami Ihara         | 18 septembre 1967        |        | Yokohama Marinos    |
| 5   | Défenseur | Tetsuji Hashiratani  | 15 juillet 1964          |        | Verdy Kawasaki      |
| 6   | Milieu    | Hajime Moriyasu      | 23 août 1968             |        | Sanfrecce Hiroshima |
| 7   | Milieu    | Takumi Horiike       | 6 septembre 1965         |        | Shimizu S-Pulse     |
| 8   | Milieu    | Tsuyoshi Kitazawa    | 10 août 1968             |        | Verdy Kawasaki      |
| 9   | Attaquant | Toshihiro Yamaguchi  | 19 novembre 1971         |        | Gamba Osaka         |
| 10  | Milieu    | Ruy Ramos            | 9 février 1957           |        | Verdy Kawasaki      |
| 11  | Attaquant | Kazuyoshi Miura      | 26 février 1967          |        | Verdy Kawasaki      |
| 12  | Gardien   | Shinkichi Kikuchi    | 12 avril 1967            |        | Verdy Kawasaki      |
| 13  | Attaquant | Kenta Hasegawa       | 25 septembre 1965        |        | Shimizu S-Pulse     |
| 14  | Milieu    | Hiromitsu Isogai     | 19 avril 1969            |        | Gamba Osaka         |
| 15  | Milieu    | Motohiro Yamaguchi   | 29 janvier 1969          |        | Yokohama Flügels    |
| 16  | Attaquant | Masahiro Fukuda      | 27 décembre 1966         |        | Urawa Red Diamonds  |
| 17  | Défenseur | Naoki Sōma           | 19 juillet 1971          |        | Kashima Antlers     |
| 18  | Milieu    | Hiroshige Yanagimoto | 15 octobre 1972          |        | Sanfrecce Hiroshima |
| 19  | Attaquant | Masayuki Okano       | 25 juillet 1972          |        | Urawa Red Diamonds  |
| 20  | Gardien   | Nobuyuki Kojima      | 17 janvier 1966          |        | Bellmare Hiratsuka  |

## Navigation